# Mistrzostwa Polski w Podnoszeniu Ciężarów 2022
Mistrzostwa Polski w Podnoszeniu Ciężarów 2022 – 92. edycja mistrzostw, która odbyła się w dniach 4–6 listopada 2022 roku w Nowym Tomyślu. W mistrzostwach wystartowały również kobiety, dla których była to 29. edycja mistrzostw.

## Wyniki

### Mężczyźni
| Konkurencja | Złoto                                          | Wynik            | Srebro                              | Wynik            | Brąz                                        | Wynik            |
| 55 kg       | Maciej Gumuliński (MOS Opole)                  | 199 kg (93+106)  | Tomasz Komorowski (MOS Opole)       | 194 kg (85+109)  | Tomasz Żełem (Górnik Polkowice)             | 193 kg (92+101)  |
| 61 kg       | Mikołaj Dach (Promień Opalenica))              | 221 kg (95+126)  | Tomasz Rosoł (Górnik Polkowice)     | 220 kg (100+120) | Michał Zrol (MOK Terespol))                 | 197 kg (90+107)  |
| 67 kg       | Szymon Rotnicki (Zamek Gołańcz)                | 266 kg (125+141) | Marek Komorowski (MOS Opole)        | 258 kg (116+142) | Marcin Wiatrowicz (Tarpan Mrocza)           | 248 kg (114+134) |
| 73 kg       | Piotr Kudłaszyk (Budowlani Kucera Nowy Tomyśl) | 301 kg (136+165) | Kacper Urban (Budowlani Opole)      | 295 kg (135+160) | Dawid Majsy (LKS Dobryszyce)                | 257 kg (116+141) |
| 81 kg       | Łukasz Łęgowski (Zawisza Bydgoszcz)            | 305 kg (137+168) | Kacper Badziągowski (Tarpan Mrocza) | 294 kg (131+163) | Łukasz Ławecki (Olimpijczyk Łuków)          | 292 kg (129+163) |
| 89 kg       | Jaworski Michał (Mazovia Ciechanów)            | 318 kg (143+175) | Barański Patryk (LKS Dobryszyce)    | 304 kg (142+162) | Ziółkowski Marcin (Mazovia Ciechanów)       | 285 kg (129+156) |
| 96 kg       | Kulik Paweł (Budowlani Opole)                  | 341 kg (156+185) | Sawulski Patryk (Górnik Polkowice)  | 337 kg (156+181) | Niedźwiecki Damian (AZS-AWF Biała Podlaska) | 295 kg (135+160) |
| 102 kg      | Daniel Goljasz (Wisła Puławy)                  | 355 kg (157+198) | Jakub Michalski (Górnik Polkowice)  | 336 kg (145+191) | Patryk Kasielski (Budowlani Opole)          | 306 kg (141+165) |
| 109 kg      | Jarosław Samoraj (Budowlani Opole)             | 379 kg (174+205) | Arsen Kasabijew (Tarpan Mrocza)     | 346 kg (155+191) | Igor Osuch (Górnik Polkowice)               | 330 kg (150+180) |
| +109 kg     | Arkadiusz Michalski (Budowlani Opole)          | 387 kg (165+222) | Marcin Izdebski (Budowlani Opole)   | 350 kg (155+195) | Olaf Pasikowski (Budowlani Opole)           | 339 kg (153+185) |
| Sinclair    | Arkadiusz Michalski (Budowlani Opole)          | 387 kg (165+222) | Jarosław Samoraj (Budowlani Opole)  | 379 kg (174+205) | Daniel Goljasz (Wisła Puławy)               | 355 kg (157+198) |

### Kobiety
| Konkurencja | Złoto                                                 | Wynik            | Srebro                                     | Wynik           | Brąz                                          | Wynik           |
| 45 kg       | Sylwia Wawrzeczko (Omega Kleszczów)                   | 133 kg (57+76)   | Amelia Łodzińska (Polwica Wierzbno)        | 120 kg (53+67)  | Paulina Kudłaszyk (Budowlani Nowy Tomyśl)     | 113 kg (52+61)  |
| 49 kg       | Oliwia Drzazga (UMLKS Radomsko)                       | 158 kg (68+90)   | Andżelika Młynarczyk (Olimpijczyk Łuków)   | 133 kg (60+73)  | Agnieszka Broncel (HKS Szopienice)            | 129 kg (55+74)  |
| 55 kg       | Oleksandra Lykhobytska (Górnik Polkowice)             | 170 kg (76+94)   | Klaudia Luterek (Agros Zamość)             | 160 kg (75+85)  | Katarzyna Kraska (Budowlani Opole)            | 150 kg (67+83)  |
| 59 kg       | Monika Dzienis (Talent Wrocław)                       | 180 kg (83+97)   | Zuzanna Połka (Promień Opalenica)          | 162 kg (72+90)  | Marta Nowak (Mjollnir Weightlifting Wrocław)  | 130 kg (60+70)  |
| 64 kg       | Wiktoria Wołk (Tarpan Mrocza)                         | 192 kg (86+106)  | Emilia Rechul (Agros Zamość)               | 184 kg (81+103) | Maria Połka (Promień Opalenica)               | 180 kg (80+100) |
| 71 kg       | Monika Marach (Tarpan Mrocza)                         | 210 kg (97+113)  | Martyna Dołęga (WLKS Siedlce Nowe Iganie)  | 206 kg (92+114) | Marta Klimek (Apollo Wejherowo)               | 174 kg (77+97)  |
| 76 kg       | Maria Karolak (Włókniarz Konstantynów Łódzki)         | 198 kg (90+108)  | Julita Król (HKS Szopienice)               | 194 kg (87+107) | Jolanta Wiór (Andaluzja Piekary Śląskie)      | 192 kg (88+104) |
| 81 kg       | Weronika Zielińska-Stubińska (AZS-AWF Biała Podlaska) | 226 kg (100+126) | Klara Cieślak (LKS Dobryszyce)             | 165 kg (70+95)  | Olga Komorowska (WLKS Siedlce Nowe Iganie)    | 145 kg (63+82)  |
| 87 kg       | Agnieszka Zimroz (Znicz Biłgoraj)                     | 193 kg (89+104)  | Katarzyna Kozera (UMLKS Radomsko)          | 184 kg (81+103) | Weronika Nowak (WLKS Nowe Iganie)             | 177 kg (79+98)  |
| +87 kg      | Kinga Kaczmarczyk (MAKS Tytan Oława)                  | 207 kg (92+115)  | Martyna Narewska (UOLKA Ostrów Mazowiecka) | 199 kg (88+111) | Magdalena Pasko (Lechia Sędziszów Małopolski) | 198 kg (88+110) |
| Sinclair    | Weronika Zielińska-Stubińska (AZS-AWF Biała Podlaska) | 226 kg (100+126) | Monika Marach (Tarpan Mrocza)              | 210 kg (97+113) | Martyna Dołęga (WLKS Siedlce Nowe Iganie)     | 206 kg (92+114) |